# Kernonderzeeër

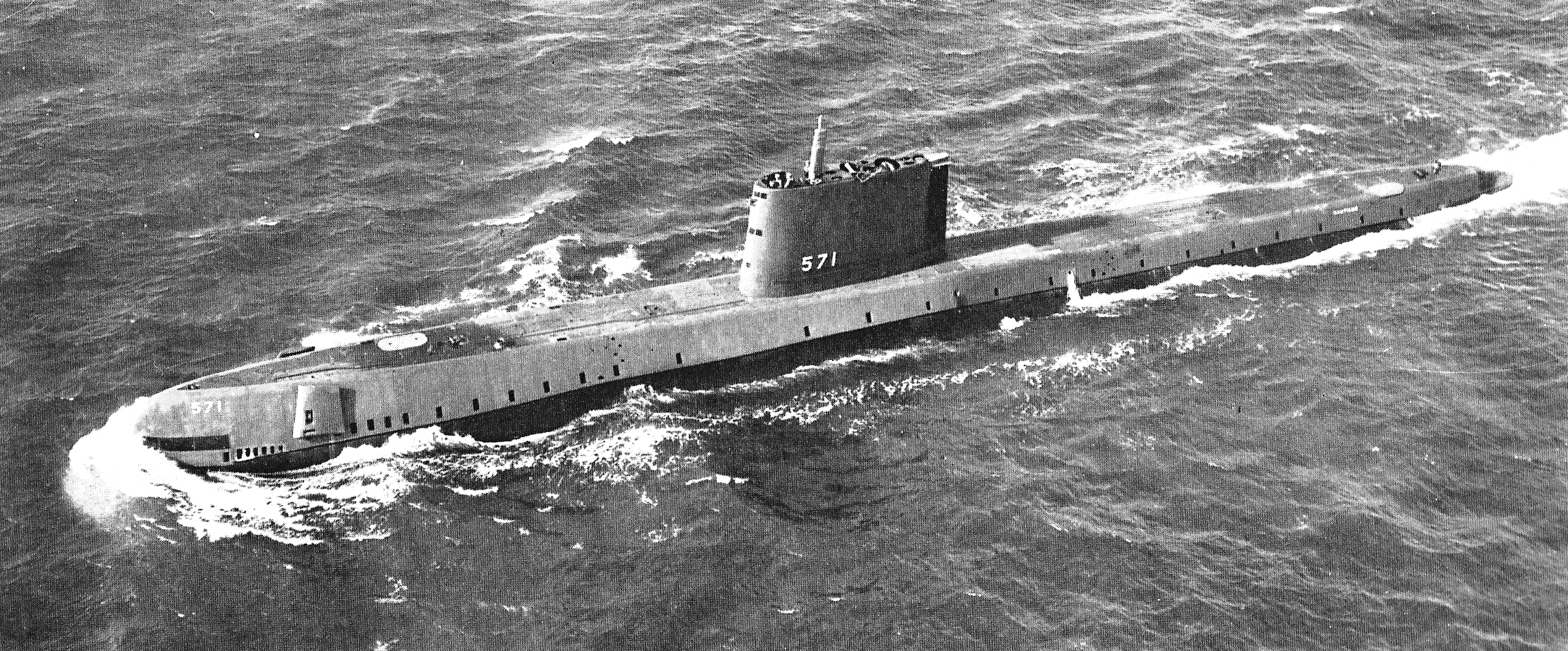
USS Nautilus (SSN-571) op 10 januari 1955 was bewapend met 6 torpedobuizen.

Een kernonderzeeër (ook: atoomonderzeeër, kernonderzeeboot, atoomonderzeeboot) is een onderzeeboot die voor haar energievoorziening met één of meerdere kernreactoren is uitgerust. Dit is meestal een drukwaterreactor, maar de Sovjet-Unie had op kernonderzeeërs van de Alfa-klasse loodgekoelde reactoren.
Net als in een kerncentrale wordt hiermee stoom opgewekt waarmee diverse stoomturbines worden aangedreven die voor de voortstuwing van de onderzeeboot zorgen alsmede voor de stroomvoorziening aan boord. Ook wordt hiermee voor de zuurstofwinning gezorgd door middel van elektrolyse.
Kernonderzeeboten kunnen maandenlang onder water blijven en hebben een grote actieradius. Door een hogere geluidsproductie zijn de kernonderzeeërs wel gemakkelijker op te sporen dan gewone onderzeeboten. Ze worden daarom van extra geluiddemping voorzien, onder andere door een elastische ophanging van de aandrijving.
Zes landen beschikken over kernonderzeeboten, te weten de Verenigde Staten, de Russische Federatie, het Verenigd Koninkrijk, Frankrijk, de Volksrepubliek China en India.

## Typen kernonderzeeër
Er worden doorgaans drie types kernonderzeeboten onderscheiden; de hierbij gegeven afkortingen zijn die volgens de Amerikaanse marine.

### Aanvalsonderzeeboten (SSN)

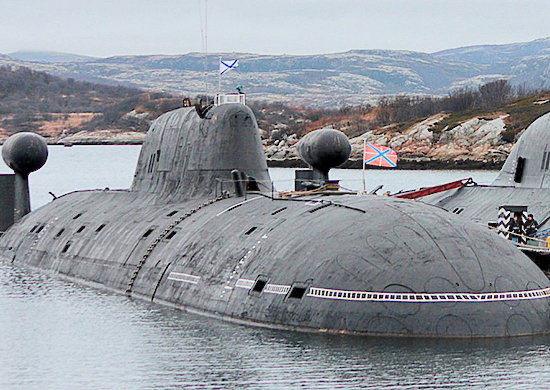
De Akulaklasse aanvalsonderzeeboot van de Russische marine heeft 40 torpedobuizen.

De aanvalsonderzeeboot (Engels: Ship Submersible Nuclear, SSN) is een kernonderzeeër die tactisch ingezet wordt tegen andere onderzeeboten en tegen oppervlakteschepen. De primaire bewapening van dit type onderzeeboten bestaat uit torpedo's. Daarnaast heeft hij vaak ook geleide antischeepsraketten zoals de Harpoon aan boord. De meeste kernonderzeeboten zijn SSN's.
In de geschiedenis is slechts één schip ooit getorpedeerd door een kernonderzeeër, de ARA General Belgrano door HMS Conqueror tijdens de Falklandoorlog van 1982.

### Strategische raket-onderzeeboten (SSBN)

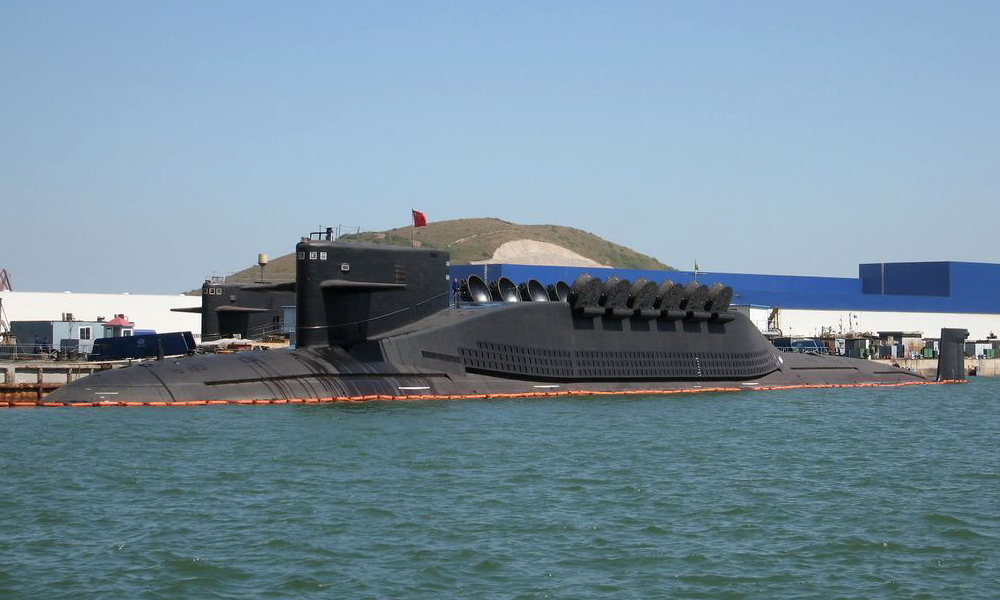
Type 094 strategische raket-onderzeeboot met 12 ballistische raketten JL-3 van de Marine van het volksbevrijdingsleger

De strategische raket-onderzeeboot (Engels: Ship Submersible Ballistic Nuclear (SSBN), Frans: Sous-marin nucléaire lanceur d'engins (SNLE), Russisch: РПКСН; RPKSN; voluit: ракетный подводный крейсер стратегического назначения; raketny podvodny krejser strategitsjeskogo naznatsjenieja) is een kernonderzeeër met intercontinentale ballistische raketten; SLBM's (Submarine-launched ballistic missiles), zoals de Russische Boelava of de Amerikaanse Trident of de Chinese JL-3 aan boord, waarmee militaire en industriële installaties op het land kunnen worden getroffen vanaf grote afstand.
Oudere modellen moesten soms naar de oppervlakte komen om de raketten te lanceren, maar nieuwere modellen kunnen meestal al vanaf 50 meter diepte een raket lanceren. Het doel van de strategische onderzeeboot is het afschrikken van tegenstanders (mutual assured destruction), waardoor de onderzeeër vooral is gericht op het ondetecteerbaar blijven voor de tegenstander. Om deze reden wordt er veel gebruikgemaakt van stealthtechnologie, zoals rubberen bekleding van de romp, aangepaste aandrijvingssystemen en motoren op trillingsdempende voetstukken, om zo veel mogelijk onopgemerkt te blijven. Vanwege de afmetingen van de ballistische raketten zijn de strategische raket-onderzeeboten groter dan alle andere onderzeeërs. Een Borejklasse kernonderzeeër bijvoorbeeld voert 16 Boelava-raketten mee in containers 12,1 m hoog en 2,1 m diameter. De duidelijkste voorbeelden hiervan zijn de Typhoon-klasse (Projekta 941 '"Akoela", niet te verwarren met de Akulaklasse) en Deltaklasseonderzeeërs (Type III, Projekta 667BDR "Kalmar", en IV, Projekta 667BDRM "Delfin") van de Russische Marine.

### Tactische raket-onderzeeboten (SSGN)

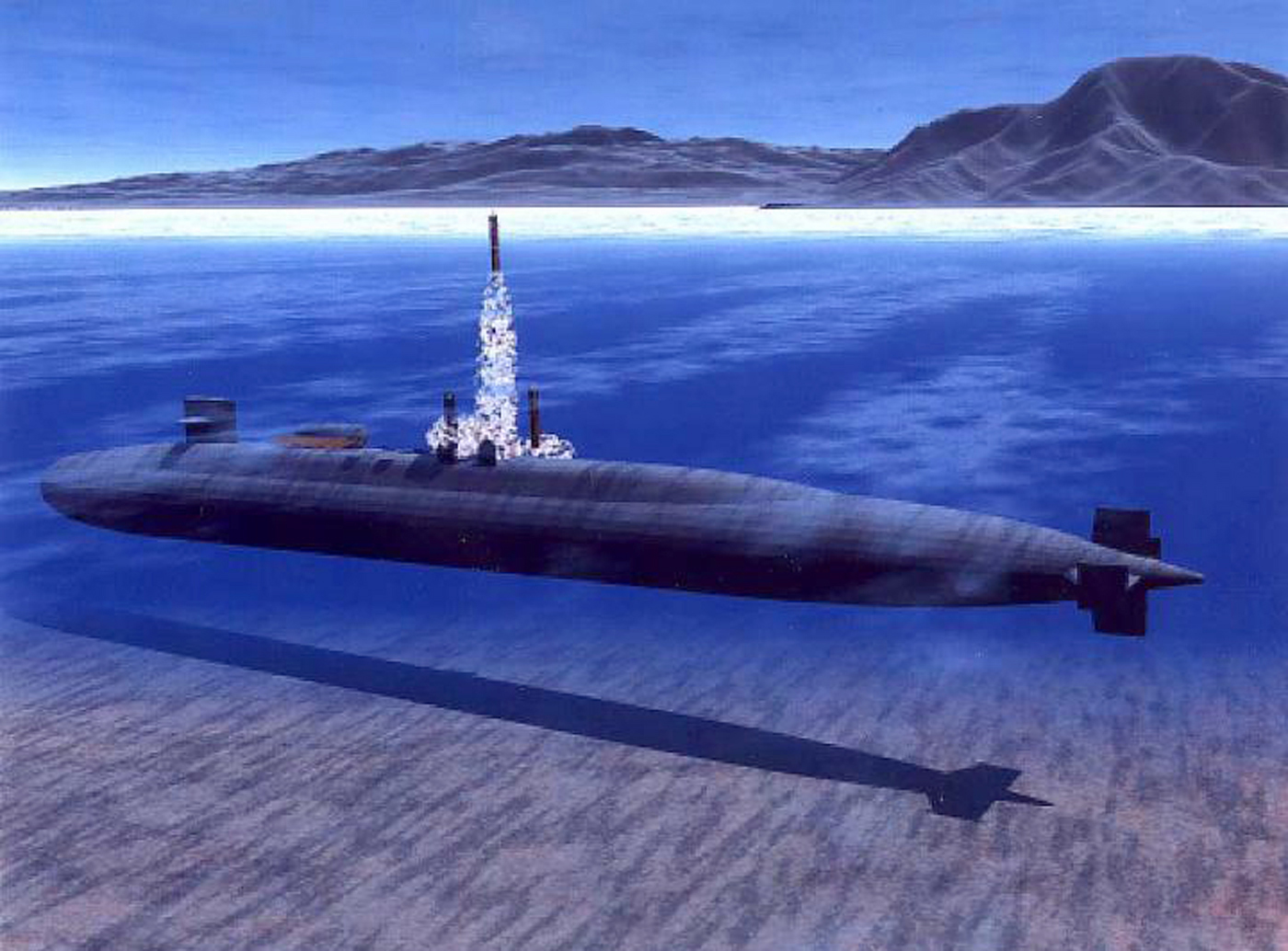
USS Ohio (SSGN 726) lanceert een van zijn 154 Tomahawk-kruisvluchtwapens.

Een geleide-wapen-onderzeeboot (Engels: Ship Submersible Guided-Missile Nuclear, SSGN) is primair met geleide raketten uitgerust, tegenwoordig vaak kruisvluchtwapens. Voorbeelden zijn de vier oudste kernonderzeeërs van de Ohioklasse, die nu elk 22 × 7 = 154 Tomahawk-kruisvluchtwapens meevoeren.

## Museaal
De grootste publiek toegankelijke (voormalige) kernonderzeeboot is de Franse onderzeeboot Le Redoutable. Deze is 128 meter lang, weegt 8000 ton en had 16 kernraketten aan boord. De boot werd te water gelaten in 1971 en heeft tot 1991 gevaren. Hij is sinds 2002 in de haven van Cherbourg te bezichtigen. De eerste kernonderzeeboot uit de geschiedenis, de USS Nautilus en de eerste Sovjet-kernonderzeeboot, de Leninski Komsomol, zijn eveneens museumstukken.

## Ongelukken
De bekendste Russische kernonderzeeboot is de Koersk K-141, die verging op 12 augustus 2000 in de Barentszzee. Het wrak werd later door een Nederlands consortium van Smit Internationale en Mammoet geborgen. Tot 2020 waren er in totaal negen kernonderzeeboten gezonken, twee van de VS en zeven van de Sovjet-Unie/Rusland. De eerste was de USS Thresher in 1963, daarna zonken nog de USS Scorpion van de VS, en de K-8, de K-429 (die tweemaal gezonken is), de K-219, de K-278 Komsomolets de K-27, K-159 en de K-141 Koersk van Rusland. In juli 2019 brak brand uit op de Russische AS-12, ook wel bekend als Losjarik. De brand kostte aan 14 bemanningsleden het leven.